# Mrs. Robinson
Mrs. Robinson è una canzone scritta da Paul Simon e cantata dal duo Simon & Garfunkel.

## Descrizione
Quando Paul Simon ideò la canzone, essa aveva un ritmo leggermente più aggressivo ed era intitolata a Mrs. Roosevelt poiché la sua protagonista era chiaramente Eleanor Roosevelt. Più tardi il brano fu parzialmente riscritto appositamente per il film Il laureato (1967), e fa parte della relativa colonna sonora (1968); la versione definitiva, con il testo completo, fu pubblicata nell'album Bookends (1968).
Uscita come singolo nel 1968, Mrs. Robinson salì al primo posto della classifica statunitense Billboard Hot 100 per tre settimane, la quarta nella Official Singles Chart, la quinta posizione in Olanda ed Irlanda, la sesta in Svizzera, la settima in Spagna e l'ottava in Norvegia; per Simon & Garfunkel fu il secondo "numero uno" dopo The Sound of Silence.
La canzone vinse nel 1969 il Grammy Award nella categoria Record of the Year.
Il titolo si riferisce alla signora Robinson, personaggio del film Il laureato a cui il brano fa da colonna sonora. Nel film il protagonista, Benjamin Braddock, giovane di ricca famiglia, ha una relazione con la signora Robinson, moglie del socio di suo padre e madre della sua fidanzata.

## In italiano
Nel 1968 il cantautore Francesco Guccini tradusse la canzone, riuscendo a preservarne abbastanza bene il senso generale pur concedendosi diverse libertà; questa versione, che mantenne il titolo originale, non venne però incisa da Guccini ma da I Royals, complesso beat, nello stesso anno; due anni dopo inoltre venne ripresa da Bobby Solo.

## Utilizzo della canzone
- Nel film Forrest Gump (1994), durante il passaggio negli anni sessanta.
- Nel film American Pie (1999) e American Pie 2 (2001), nella scena in cui due personaggi imitano le scene del film Il laureato.
- Nella serie televisiva I Griffin, dove si spiega che Peter Griffin era il terzo membro dei Simon and Garfunkel.
- Nel film Vizi di famiglia (2005), che riprende la storia de Il laureato.
- Nel film The Wolf of Wall Street (2013).
- Nel film La vedova americana (1992), quando Norma è in discoteca, per tentare di sedurre Jack (lo psicologo del figlio).
- Nel film C’era una volta a Hollywood (2019) di Quentin Tarantino.

## Cover
| Artista                | Anno | Album                            |
| I Royals               | 1968 | 45 giri                          |
| Frank Sinatra          | 1969 | My Way                           |
| Booker T. & the M.G.'s | 1969 | The Booker T Set                 |
| Bobby Solo             | 1970 | Bobby folk                       |
| Billy Paul             | 1972 | 360 Degrees of Billy Paul        |
| James Taylor Quartet   | 1986 | Mission: Impossible              |
| Kik Tracee             | 1991 | No Rule                          |
| The Lemonheads         | 1992 | Mr Robinson                      |
| Pennywise              | 1992 | Wildcard / A Word from the ‘Wise |
| Bon Jovi               | 1995 | These Days                       |